# Preste Joan
El Preste Joan, també conegut com a prevere Joan, fou un rei cristià cristià llegendari imaginat per la cultura europea medieval i moderna (dels segles xii a xvii), i que suposadament regnaria en un país cristià situat més enllà del món islàmic i pagà, a "l'Orient"; segons els períodes, aqueix país fou identificat amb l'Índia, amb Mongòlia i amb Etiòpia. Es deia que, a més de monarca, era patriarca, d'aquí el títol de Preste (del francès prestre i aquest del llatí presbyter): sacerdot, que presideix la celebració de la missa o d'altres actes litúrgics).

## Origen i desenvolupament de la llegenda
Segons les col·leccions de fantasia popular medieval, el Preste Joan descendia dels tres Reis d'Orient, i era un mandatari generós i un home virtuós, que regia un territori ple de riqueses i estranys tresors, on es trobava el Patriarcat de Sant Tomàs. El seu regne contenia meravelles com un mirall a través del qual podia veure totes les seves províncies; de la faula original va derivar la "literatura especular" de la baixa edat mitjana i el Renaixement. En aquesta, els regnes de cada príncep eren censats i els seus deures fixats.
La primera vegada que s'esmenta aquest personatge és a la crònica del bisbe alemany Otto de Freising (1145). Inicialment, es creia que el regne del Preste Joan es trobava a l'Índia. Corria aleshores la creença molt divulgada que els cristians nestorians havien tingut èxit a evangelitzar aquestes terres, i estaven regits per un sacerdot-rei anomenat Joan. Probablement els viatges de Tomàs apòstol, documentats en obres com els Fets de Tomàs , van servir de germen per a la llegenda. Després de l'arribada dels mongols al món occidental, es va situar el rei a Àsia central. Eventualment, exploradors portuguesos es van convèncer que l'havien trobat a Etiòpia.

El 1165 es distribuí per Europa un document que pretenia ser una carta del preste Joan als monarques cristians del continent, la qual arribà, entre d'altres, a l'emperador romà d'Orient i al Papa; s'hi descrivia la grandesa i la riquesa dels seus dominis.

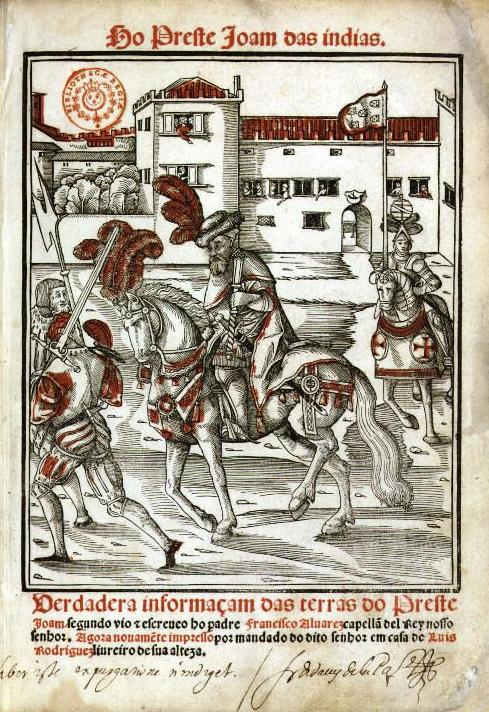
Il·lustració d'un llibre portuguès del sobre el preste Joan

El regne del Preste Joan va ser objectiu d'una recerca, que va disparar la imaginació de generacions d'aventurers, però estava fora del seu abast. Representava un símbol de la universalitat de l'església per als cristians europeus, que transcendia la cultura i la geografia per abastar tota la humanitat, en temps en què la tensió ètnica i interreligiosa convertien aquesta visió en un fet molt improbable.
Segons la tradició esotèrica cristiana, els Reis Mags, que a l'evangeli apareixen com a «magistrats (d'on es va traduir erròniament per 'mags') d'Orient», procedien del regne del Preste Joan, que vivia en un indret d'Àsia on Parsifal va portar el sant Graal tret de Monsalvat.
El nom "Joan" (Iohan) donat a aquest personatge llegendari deriva del títol donat als monarques búlgars, tàrtars i mongols: khan (en català medieval ca o can), ja que, en efecte, hi va haver alguns khans tàrtars i mongols que van adoptar el cristianisme nestorià a l'edat mitjana prèviament a la formació de l'Imperi Mongol per part de Genguis Kan, però, tal com va observar el viatger italià Giovanni Pian de Carpini, ja al segle xiii amb prou feines hi havia cap tolerància per als cristians, i els nestorians estaven ja en decadència precisament per l'ascens de Genguis Kan, que va haver de lluitar amb rivals que practicaven una síncresis de cristianismes nestorians i xamanisme.
La llegenda del Preste Joan va influir en els viatges d'exploració de la baixa edat mitjana. Quan al segle xv els portuguesos van entrar en contacte amb el regne cristià d'Etiòpia, a l'Àfrica, van pensar que havien trobat aquest regne, considerant al Negus o Negus negusti (Rei de reis) etíop com el mític Preste Joan. Altres llegendes identifiquen Preste Joan amb Joan apòstol perquè basant-se en el capítol 21 de l'evangeli de Joan, assumeixen que Joan Apòstol no va morir mai i que seguia viu a l'edat mitjana. El preste Joan podria haver estat algun dels monarques de l'Etiòpia cristiana.
Al fons notarial de Tortosa de l'Arxiu Comarcal del Baix Ebre es conserva la primera còpia catalana del text, que data del 1383 i va ser escrita pel notari Jaume Despont. L'erudit local Enric Bayerri va publicar-ne una transcripció el 1925, malgrat que no va identificar la narració amb la història del preste.

## Etiòpia

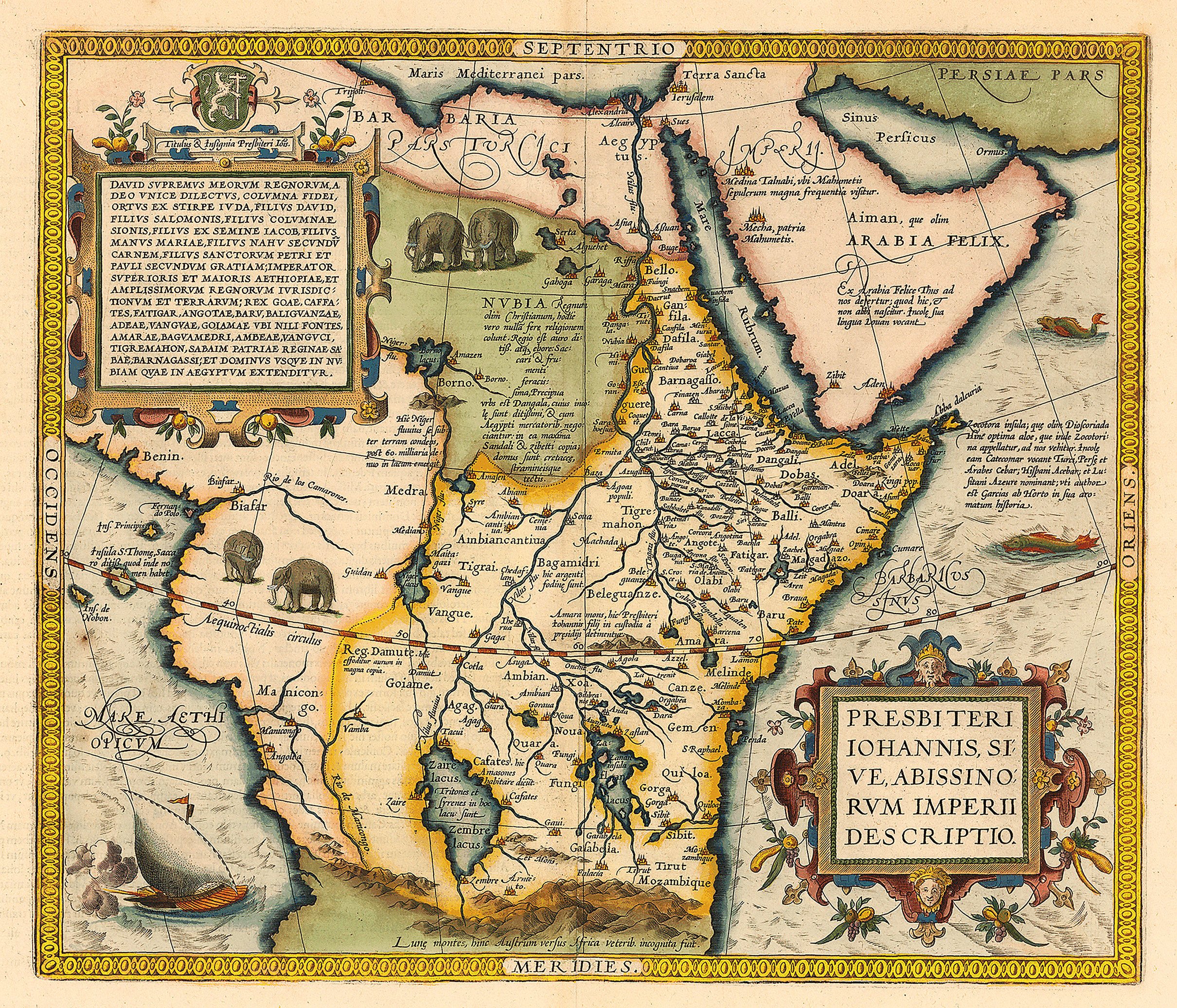
Un mapa del regne del Preste Joan a Etiòpia.

El preste Joan havia estat considerat el governant de l'Índia des dels inicis de llegenda, però "l'Índia" era un concepte vague per als europeus. Els escriptors parlaven sovint de les "Tres Índies", i mancaven de coneixement real sobre l'oceà Índic, de vegades consideraven Etiòpia una de les Tres Índies. Després de buscar el Preste Joan per les Amèriques, Els occidentals van saber que Etiòpia era una nació cristiana poderosa, tot i així el contacte havia estat esporàdic des del sorgiment de l'Islam. No es va trobar cap Preste Joan a Àsia, de manera que la imaginació europea el va moure per les borroses fronteres de l'"Índia" fins que va trobar un regne adequat per a ell a Etiòpia. Les proves suggereixen que l'objectiu de localitzar el regne del Preste Joan a Etiòpia va entrar en l'inconscient col·lectiu vers el 1250.

## Fi de la llegenda
Al segle XVII l'erudit alemany Hiob Ludolf demostrà que no hi havia cap connexió real entre els monarques etíops i el Preste Joan. Amb la consciència que es tractava d'un personatge llegendari, la llegenda en si s'extingí progressivament. Emperò, havia deixat un llegat cultural de pes en la cultura europea.